# Viúva, Porém Honesta
Viúva, porém honesta  é uma peça teatral de Nelson Rodrigues, dramaturgo e jornalista brasileiro. Foi encenada pela primeira vez em 13 de setembro de 1957 e tinha no elenco o ator Jece Valadão, então cunhado do autor.
A peça adere ao espírito "faz de conta" da farsa, não tem grandes preocupações com o realismo, e os personagens chegam a fazer alguns comentários técnicos, lembrando sempre ao espectador que o que ele está vendo é apenas uma "mentira". O autor propõe, assim, uma nova maneira de se brincar com o tempo numa peça cheia de voltas ao passado.

## Sinopse
O Dr. J.B. de Albuquerque Guimarães, diretor do jornal "A Marreta” e um dos jornais mais influentes do país não consegue convencer sua filha única, Ivonete, a deixar de velar seu marido morto, Dorothy Dalton e voltar a ter uma vida normal, uma vez que tem apenas 15 anos e pode se casar de novo e lhe dar netos. Estando a filha irredutível e desejosa de permanecer enviuvada, o Dr. J.B. contrata uma ex-prostituta, um psicanalista e um otorrinolaringologista (todos charlatões) para dissuadi-la da ideia e voltar a querer se casar. O marido falecido de Ivonete é um ex-fugitivo da FEBEM e homossexual chamado Dorothy Dalton que caiu nas graças da menina quando o J.B. a mandou escolher um marido na redação do jornal para justificar uma gravidez indesejada, que fora detectada pelo médico da família, o Dr. Lambreta, velho esclerosado e maluco (mais tarde se descobre que a tal gravidez era falsa e inventada pela mente insana do médico).
Como Dorothy Dalton morreu atropelado por uma carrocinha de picolé Chicabom e como nenhum dos contratados achou uma solução para o caso, o jeito foi ressuscitar o morto para que Ivonete deixasse de ser viúva. O trabalho fica por conta do Diabo da Fonseca que através de uma sessão espírita reaviva o defunto livrando a menina de tal viuvez indesejada. Como prêmio o demônio desposa Ivonete.